# Öhringen (Katowice)
Öhringen (Oehringen; niem. Colonie Oehringen) – nieistniejąca kolonia robotnicza na terenie współczesnych Katowic, w dzielnicy Wełnowiec-Józefowiec. Znajdowała się ona po wschodniej stronie dzisiejszej alei W. Korfantego, na odcinku od stawu hutniczego do ulicy Gnieźnieńskiej.
Powstała ona w połowie XIX wieku i składała się z ośmiu familoków. Kolonia ta powstała dla pracowników zakładów należących do księcia Hohenlohe-Öhringen. W 1885 roku kolonię zamieszkiwało łącznie 76 osób. W tym czasie przynależała ona do obszaru dworskiego Bytków. Kolonie wyburzono pod budowę nowych budynków Zakładów Hohenlohe – w 1902 roku przy drodze do Huty Laura (obecna aleja W. Korfantego), w miejscu kolonii powstała kuźnia przy hucie cynku „Hohenlohe”.